# Erfurt-Südost

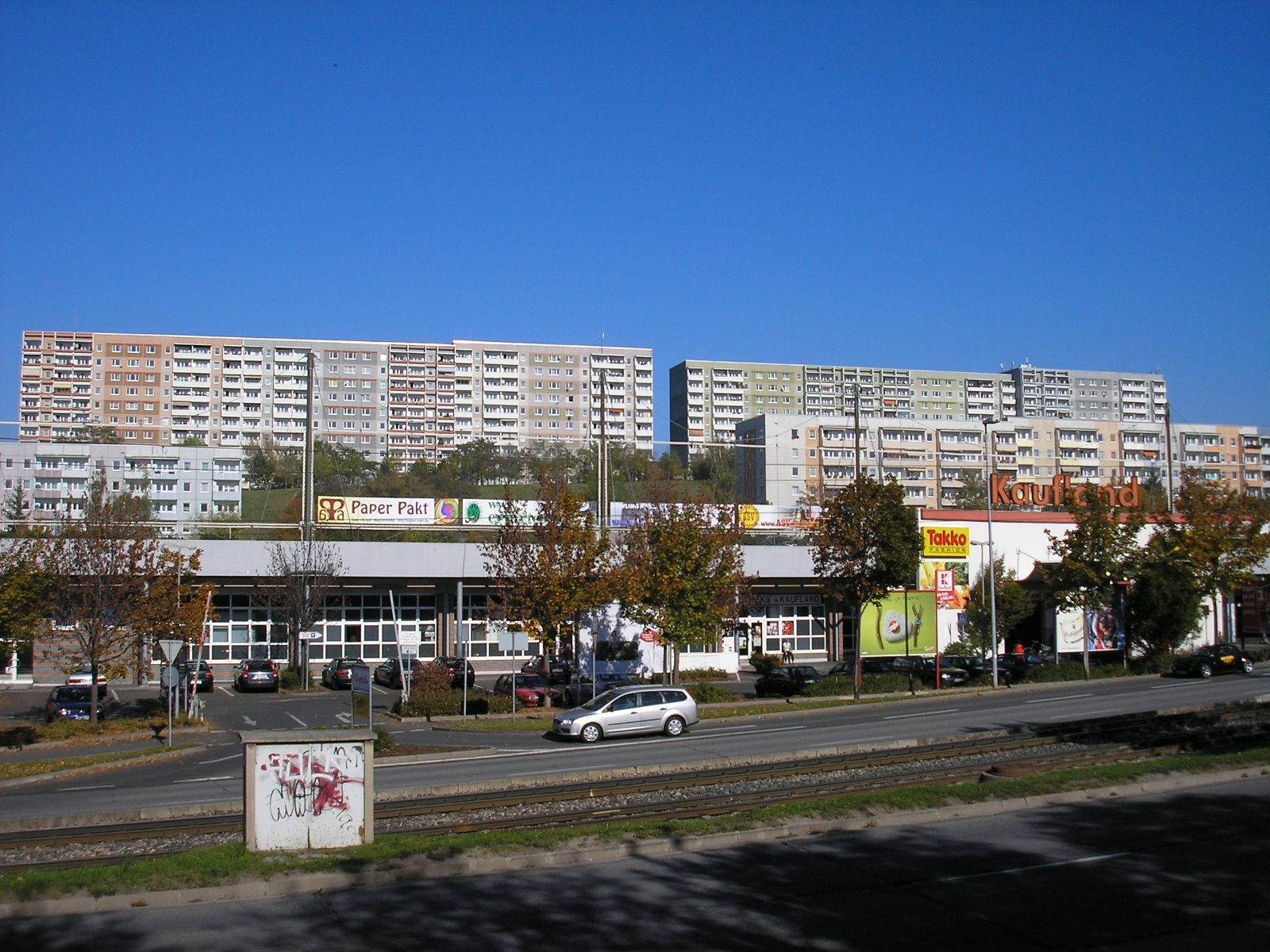
Im Stadtteil Herrenberg

Erfurt-Südost ist die Sammelbezeichnung für eine Reihe von Plattenbaugebieten, die in den letzten zehn Jahren der DDR im Südosten Erfurts entstanden.
Zu Erfurt-Südost gehören die Stadtteile Melchendorf, Herrenberg und Wiesenhügel, die allesamt aus der früheren Ortsflur Melchendorfs gebildet wurden. Das Dorf Melchendorf mit seinen rund 1000 Einwohnern liegt zwischen den Plattenbaugebieten. Zum Stadtteil Melchendorf gehören neben dem alten Dorf die Plattenbaugebiete Drosselberg und Buchenberg sowie einige viergeschossige Wohnblocks aus den 1950er- und 1960er-Jahren an der Kranichfelder Straße. In der einst für knapp 40.000 Einwohner konzipierten Großsiedlung leben heute noch etwa 24.000 Menschen.
Neben Erfurt-Nord ist Erfurt-Südost das zweite große Plattenbauareal der Landeshauptstadt. Die mit Großwohnsiedlungen einhergehenden Probleme sind in Südost nicht so stark ausgeprägt wie in Nord, aber sie sind dennoch vorhanden.
| Stadtteil   | Fläche (km²) | Einwohner 1990 | Einwohner 1995 | Einwohner 2000 | Einwohner 2005 | Einwohner 2008 | Einwohner 2022 | Durchschnittsalter | Ausländeranteil |
| ----------- | ------------ | -------------- | -------------- | -------------- | -------------- | -------------- | -------------- | ------------------ | --------------- |
| Herrenberg  | 1,69         | 15.282         | 14.158         | 10.652         | 7.809          | 7.977          | 7.999          | 45,0               | 16,98 %         |
| Melchendorf | 5,64         | 12.225         | 12.911         | 10.849         | 10.513         | 10.304         | 10.815         | 47,0               | 18,96 %         |
| Wiesenhügel | 0,45         | 9.973          | 9.321          | 6.621          | 5.912          | 5.268          | 5.476          | 46,7               | 16,86 %         |
| Gesamt      | 7,78         | 37.480         | 36.390         | 28.122         | 24.234         | 23.549         | 24.290         | 46,3               | 17,83 %         |

## Modellvorhaben Südost
In einem Stadtentwicklungsprojekt gestaltet die Stadt Erfurt gemeinsam mit den Bürgern den Südosten. Bis 2026 sollen durch Baumaßnahmen der Stadtteil lebenswerter werden. Im Kern des Vorhabens soll im zentralen Bereich, wo Herrenberg, Wiesenhügel und Melchendorf zusammentreffen, eine neue Quartiersmitte („Neue Mitte Südost“) geschaffen werden.